# Anastasia Eristavi-Khoshtaria
Anastasia Eristavi-Khoshtaria (en georgiano: ანასტასია ერისთავი-ხოშტარია; 3 de febrero de 1868 - 1 de mayo de 1951) fue una novelista georgiana. 

## Biografía
Nació en el seno de una familia aristocrática en Gori, Georgia, entonces parte de la Rusia imperial . Eristavi-Khoshtaria comenzó a trabajar como maestra en su lugar de nacimiento, Gori, donde fundó una escuela gratuita para niños y niñas campesinos y más tarde creó una organización de mujeres Mandilosani (1913-4). Debutó en 1885 con la traducción de una leyenda de Osetia ( Beso ). En la década de 1890, el popular escritor georgiano Akaki Tsereteli la alentó a trasladarse a Tiflis para continuar su trabajo en los escritos originales. 
Sus primeras novelas, მოლიპულ გზაზე (On the Slippery Path, 1897) y ბედის ტრიალი ( The Wheel of Fate, 1901), tuvieron un destacado éxito. Siendo la primera escritora georgiana que estableció su trabajo desde un punto de vista femenino y lo dirigió a adultos educados, las novelas y las historias de Eristavi-Khoshtaria siguen un patrón: trazan la carrera de una mujer noble de Georgia, sumida en la agitación del colapso de la antigua economía y órdenes morales a mediados del siglo XIX, defendiendo sus ideales de trabajo libre y amor verdadero contra un trasfondo corrupto y héroes con pies de barro. Después de la invasión soviética de 1921, se retiró de las actividades literarias y públicas y escribió poco, excepto introducciones ideológicas correctivas para reimpresiones de sus propias obras.
Anastasia Eristavi-Khoshtaria estuvo casada con Dutu Megreli (Dimitri Khoshtaria) (1867-1938), autor de poemas patrióticos populares e historias infantiles.